# Fabinho
Fábio Henrique Tavares (født 23. oktober 1993 i Campinas, Brasilien), også kendt som Fabinho, er en brasiliansk fodboldspiller, der spiller som midtbanespiller for det saudi-arabiske hold Al-Ittihad.
Fabinho er en alsidig spiller, der primært spiller som defensiv midtbanespiller, men han kan også spille som højre back eller centerback. Fabinho anses ofte for at være en af de bedste defensive midtbanespillere i verden.

## Klubkarriere

### Fluminsense
Fabinho begyndte sin karreire i Fluminense. Han blev kun kaldt ind til førsteholdet én gang d. 20. maj 2012, men kom aldrig på banen. Han forlod klubben uden nogle optrædener for klubben.

### Rio Ave og Real Madrid
8. juni 2012, tiltrådte Fabinho Rio Ave på en seksårig aftale. Efter en måned i Rio Ave blev Fabinho dog udlejet resten af sæsonen til Real Madrid Castilla. D. 28. april 2013 scorede han sit første mål for klubben, da han i overtiden udlignede til 3-3 mod CD Numancia.
Han fik sin debut for Real Madrid d. 8. maj 2013, da han fik 14 minutter i en 6-2 sejr over Málaga på Santiago Bernabéu, hvor han bl.a. assisterede Ángel Di María ved det sjette mål.

### AS Monaco
D. 19. juli 2013 blev Fabinho lejet ud til AS Monaco for resten af sæsonen. Efter 2013-14 sæsonen blev Fabinho endnu engang udlejet til Monaco, hvor han bl.a. scorede sit første Champions League-mål mod Zenit i en 2-0 sejr.
19. maj 2015 efter to udlejede sæsoner i Monaco, blev Monaco og Rio Ave enige om et permanent køb af Fabinho. Fabinho underskrev herefter en fireårig kontrakt med Monaco indtil 30. juni 2019.

### Liverpool
28. maj 2018 blev det annonceret, at Premier League-klubben Liverpool og Fabinho var blevet enige om en langtidskontrakt. I sin debut-sæson i Liverpool vandt han UEFA Champions League. En sejr i UEFA Super Cup i 2019 spillede også en vigtig rolle i at føre Liverpool til Premier League-titlen i 2020, klubbens første ligatitel i 30 år.

### Al-Ittihad
31 juli 2023, blev det officielt at Fabinho ville skifte til Al-Ittihad på en tre-årig kontrakt indtil 2026.

## International karriere
Fabinho fik sin debut for det brasilianske fodboldlandshold i en venskabskamp mod Mexico d. 7. juni 2015. Fabinho var inkluderet i 23-mands truppen til Copa América 2015, men fik ikke spilletid i turneringen. Fabinho var en del af deres trupper ved Copa América i 2016 og 2021 samt ved FIFA World Cup i 2022.

## Privat liv
I 2015 blev Fabinho gift med Rebeca Tavares efter at have været i et forhold siden 2013. Parret afslørede i juli 2022, at Rebeca var gravid med deres første barn. Han er kendt som "The Hoover" hos Liverpool, fordi hans holdkammerat Joe Gomez har sagt, at han rydder op i alt. Han valgte at beholde navnet "Fabinho" på sin trøje i stedet for sine egentlige navne, fordi hans mor rådede ham til det.

## Hæder og priser
Monaco
- Ligue 1: 2016–17[6]

Liverpool
- Premier League: 2019–20[7]
- FA Cup: 2021–22
- EFL Cup: 2021–22[8]
- FA Community Shield: 2022[9]
- UEFA Champions League: 2018–19;[10] runner-up: 2021–22[11]
- UEFA Super Cup: 2019[12]

Brasilien
- Copa América runner-up: 2021[13]

Individuelt
- UEFA Champions League Team of the Season: 2021–22[14]
- Liverpool Player of the Month: January 2022[15]